# Красный Атмал
Кра́сный Атма́л (чув. Хĕрлĕ Атмал) — посёлок в Шумерлинском районе Чувашской Республики, входит в Краснооктябрьское сельское поселение.

## География
Расположен на расстояние в 143 км от Чебоксар, в 33 км от райцентра и ближайшей железнодорожной станции.

## История
Возник в начале XX века, в начале как мельница Гуськова. Позже вокруг мельницы вырос хутор который по имени хозяина мельницы также был назван Гуськова. В 1929 г. хутор был переименован в Красный Атмал, по реке на которой он стоит. В 1930 г. создан колхоз «Путь Ленина». В XX веке входил в состав: Вурнарского (1927—1935 гг.), Шумерлинского (1935—1965, и с 1966 г.) районов и Шумерлинского горсовета (1965—1966 г.).

## Население
| 2010 | 2012 |
| ---- | ---- |
| 26   | ↗39  |

## Инфраструктура
Функционирует ЗАО «Полянка» (данные 2010 г.).